# Reppenstedt
Reppenstedt település Németországban, azon belül Alsó-Szászország tartományban. Lakosainak száma 7658 fő (2023. december 31.). Reppenstedt Mechtersen és Kirchgellersen községekkel határos.

## Népesség
A település népességének változása:
| Lakosok száma | 7171 | 7370 | 7581 | 7606 | 7634 | 7658 |
|               | 2016 | 2017 | 2019 | 2021 | 2022 | 2023 |